# Виноградне (Березівський район)
Виногра́дне (в минулому — Вормс) — село Новокальчевської сільської громади в Березівському районі Одеської області, Україна. Село є центром старостинського округу, до якого входить також село Садове. Населення становить 1187 осіб.

## Історія
1859 року німецьких колоністів поселення Вормс було запідозрено у виготовленні фальшивих російських кредитних білетів номіналом 25 та 50 рублів.
Станом на 1886 у німецькій колонії Вормс Рорбахської волості Одеського повіту Херсонської губернії мешкало 2120 осіб, налічувалось 173 дворових господарства, існували реформатська церква, лютеранський молитовний будинок, 2 школи, поштова станція, 3 лавки та постоялий двір.
За переписом 1897 року кількість мешканців зросла до 1659 осіб (833 чоловічої статі та 826 — жіночої), з яких 1508 — протестантської віри.
7 (20) листопада 1917 року, відповідно до Третього Універсалу Української Центральної Ради, увійшло до складу Української Народної Республіки.  
У 1925—1939 роках село Вормс входило до складу Карл-Лібкнехтівського німецького національного району Миколаївської округи (з 1932 — Одеської області).
1 лютого 1945 р. село Вормсове перейменували на Виноградне і Вормсівську сільраду — на Виноградненську.

## Населення
Згідно з переписом 1989 року населення села, яке тоді входило до складу Червоноармійської сільської ради, становило 1427 осіб, з яких 685 чоловіків та 742 жінки.
За переписом населення 2001 року в селі мешкало 1186 осіб.

### Мова
Розподіл населення за рідною мовою за даними перепису 2001 року:
| Мова       | Відсоток |
| ---------- | -------- |
| українська | 92 %     |
| російська  | 7,08 %   |
| білоруська | 0,17 %   |
| болгарська | 0,17 %   |
| молдовська | 0,17 %   |
| румунська  | 0,17 %   |
| німецька   | 0,08 %   |

## Відомі особистості
В поселенні народився:
- Штейнванд Герборд Данилович (1896-19??) — український археолог.
- Генріх Ремміх[de] (1888-1980) — лютеранський пастор, викладач, директор середньої школи в Бессарабії та німецько-російський політик.

Тут пройшло дитинство Анатолія Дуди — українського співака і педагога, народного артиста України.